# Песня исцеления
«Песня исцеления» (азерб. Şəfa nəğməsi) — азербайджанский советский документальный фильм 1944 года; дебютный фильм первой национальной женщины-режиссёра Гамер Саламзаде. Снят на 35-миллиметровую киноплёнку.
Фильм рассказывает о судьбе азербайджанского врача Усние Дияровой (азерб. Hüsniyyə Diyarova, род. 1919), работнице апшеронского госпиталя в годы Великой Отечественной войны, впоследствии ставшей хирургом, доктором медицины (1972), профессором (1976) Азербайджанского медицинского университета.
Песни в фильме звучат в исполнении азербайджанского оперного певца Бюльбюль.